# Overseer
Роб Оверсир (англ. Rob Overseer), известный под псевдонимом Overseer — валлийский диджей из Солсбери, чьи работы известны в первую очередь благодаря фильмам «Аниматрица», «Большой куш», «Блэйд: Троица», «Евротур» и «Каждое воскресенье», а также компьютерным играм «Need for Speed: Underground» и «Stuntman», «Gran Turismo 3: A-Spec», «Driver: San Francisco». В подростковом возрасте Роберт Хауес (Robert George Howes) играл в школьных ансамблях, одевался во все чёрное и поклонялся группам The Cure, Smiths, Pixies и Sisters of Mercy. Влияние на него оказали Neil Young, Frank Sinatra и Radiohead.

## Дискография
Альбомы
- Wreckage (2003)

Синглы
- The Zeptastic (1996)
- Hit the Tarmac (1998)
- Baris/Droppin' It (1998)
- Everything Louder Than Everything Else (2000)
- Horndog (2003)
- Screw Up (2005)
- Velocity Shift (2005)
- Horndog/Doomsday (2005)
- Invincible Love (2007)
- Superconductor EP (2019)